# Monasterio de Santa Clara (San Marino)
El Monasterio de Santa Clara (en italiano: Monastero di Santa Chiara) se encuentra en el Santuario de Nuestra Señora de la Consolación (Santuario della Beata Vergine della Consolazione) en Valdragone, en la curazia (fracción) de Borgo Maggiore. La construcción del monasterio se inició en 1969 y fue abierto para el servicio dos años después. Es el hogar de 17 monjas de las Hermanas Clarisas, que se establecieron en la ciudad de San Marino. El nuevo edificio se encuentra en el antiguo monasterio construido en el año 1565, gracias la ayuda de Mons. Constantino Bonelli, el Gobierno de San Marino y los ciudadanos de San Marino.